# Jacqueline Toxopeus
Jacqueline Afine Toxopeus (Wageningen, 11 de dezembro de 1964) é uma ex-jogadora de hóquei sobre a grama neerlandesa que atuava como goleira. Ela defendeu a seleção de seu país.

## Carreira

### Olimpíadas de 1996
Nos Jogos de Atlanta de 1996, Jacqueline e suas companheiras de equipe levaram a seleção neerlandesa à conquista da medalha de bronze do torneio olímpico. Na partida de disputa do terceiro lugar, os Países Baixos empataram em 0 a 0 com a Grã-Bretanha no tempo regular, e venceram nos tiros livres.